# Vil de Matos
Vil de Matos is een plaats (freguesia) in de Portugese gemeente Coimbra en telt 775 inwoners (2001).